# Tihomir Baltić
Tihomir Baltić (Sisak, 1. travnja 1976.), hrvatski je rukometaš i i bivši rukometni reprezentativac. Igra na mjestu srednjeg vanjskog igrača.
Sezone 2007./08. je igrao u čakovečkom Perutnini Pipo IPC.

## Reprezentativna karijera
Osvojio je zlato na Mediteranskim igrama 2001. u Tunisu.

## Vanjske poveznice
- Profil na eurohandball.com